# 876
Năm 876 là một năm trong lịch Julius.